# Alexandru Nacu
Alexandru Nacu (n. 11 august 1927, Cobani, raionul Glodeni, județul Bălți, România – d. 23 decembrie 2022) a fost un specialist moldovean în psihiatrie, membru de onoare al Academiei de Științe a Moldovei.
Alexandru Nacu este recunoscut de întreaga comunitate medicală din țară și departe peste hotare ca fiind un nume sonor în psihiatria autohtonă, o personalitate exemplară, care prin muncă consacrată și perseverență și-a dobândit respectful pios al colegilor, admirația discipolilor și recunoștința întregului neam ca și făuritor al serviciului psihiatric de factură solidă și ancorată în progresul științific modern.
S-a nascut la 11 august 1927 in satul Cobani, raionul Glodeni, Judetul Balti in familia lui Grigore si Eugenia NACU.
Și-a făcut studiile la Liceul Teoretic „Ion Creangă” din or.Bălți, după care, în 1946, a absolvit Școala de cultură generală din or. Bălți și este înmatriculat la Institutul de Stat de Medicină din Chișinău (actuala Universitate de Stat de Medicină și Farmacie „Nicolae Testemițanu”). În intervalul 1951-1954 urmează studii de secundariat clinic la catedra de Psihiatrie, condusă de profesorul Alexei Molohov – un savant notoriu și un ilustru clinician.
În perioada 1954-1959 activează în calitate de asistent la catedra de Psihiatrie, ulterior din 1959 până în 1969 se află  în poziția de conferențiar la aceeași catedră. La 1966 este ales prin concurs în postura de șef al catedrei de Psihiatrie, Narcologie și Psihologie Medicală. În 1984 organizează o nouă catedră de Psihiatrie și Narcologie a Facultății de Perfecționare a Medicilor, pe care a și condus-o în decurs de aproape două decenii. Aceste două catedre au devenit un valoros  centru de pregătire a cadrelor naționale în psihiatrie.
În anul 1958 și-a susținut cu succes teza de doctor în științe medicale cu tema „Rolul infecției în evoluția și apariția schizofreniei”, iar în anul 1967 – teza de doctor habilitat în științe medicale cu genericul „Variantele clinice ale sindromului amentiv”. Doi ani mai târziu, i s-a conferit titlul științifico-didactic de profesor universitar.
Profesorul Alexandru Nacu a fost un clinician cu o experiență bogată în diagnosticul și tratamentul maladiilor psihice, acorda un mare ajutor practic instituțiilor medicale din republică, iar pentru pacienți era o autoritate de netăgăduit și un medic de suflet.
Pe parcursul a 60 de ani de activitate a educat o pleiadă întreagă de tineri psihiatri și narcologi. Sub conducerea înțeleaptă a profesorului Alexandru Nacu au fost susținute 15 teze de doctor și doctor habilitat în științe medicale. Astăzi mulți dintre discipolii săi sunt conducători ai instituțiilor republicane de psihiatrie și narcologie, șefi de catedră, profesori, conferențiari.
Impunătoare și de mare valoare este și activitatea științifică a profesorului Alexandru Nacu, care s-a reflectat în cele peste 270 de lucrări științifice, inclusiv 6 monografii, mai multe manuale și elaborări metodice.
Investigațiile efectuate sunt consacrate celor mai actuale probleme în psihiatrie, printre care rolul unor factori exogeni în apariția și evoluția schizofreniei, dereglările de conștiință în diferite psihoze, clinica și dinamicul diferitor variante de  psihopatii, aspectele alcoolismului la femei, corelațiile psihosomatice, relațiile complexe în domeniul psihosomaticii ș. a.
Rezultatele acestor cercetări științifice au fost prezentate de profesorul Alexandru Nacu la diferite congrese și simpozioane internaționale din fosta Uniune Sovietică, în România, Finlanda.
Pe parcursul a 60 de ani de activitate, profesorul Alexandru Nacu a îmbinat organic obligațiile de talentat și experimentat pedagog, savant, clinician și manager cu o participare activă în viața socială.
De-a lungul mai multor ani a fost Psihiatru Principal al Ministerului Sănătății, Președinte al comisiei de atestare a medicilor psihiatri, psihiatrilor de copii, psihoterapeuților și narcologilor, a fost membru al Consiliului de Experți al Ministerului Sănătății, Președinte al Societății Științifice a Psihiatrilor și Narcologilor din Moldova.
Pentru activitatea sa prodigioasă în domeniul pedagogic, științific și practic, în 1983 i s-a conferit titlul onorific de Savant Emerit în științe medicale, în 1989 este distins drept Academician de onoare al Academiei de Științe a Moldovei, în 1990 devine Laureat al premiului ce poartă numele Academicianului V. Protopopov (Ucraina), iar în 1995 este  decorat cu cea mai înaltă distincție a statului nostru - „Ordinul Republicii”.